# Sjoerd Sjoerdsma
Sjoerd Wiemer Sjoerdsma (Eindhoven, 10 juli 1981) is een Nederlands oud-diplomaat en voormalig politicus namens D66. Van 20 september 2012 tot 6 december 2023 was hij lid van de Tweede Kamer.

## Biografie

### Studie en werkzaamheden
Sjoerdsma ging van 1993 tot 1999 naar het gymnasium aan de Trevianum Scholengroep te Sittard. Hij volgde van 1999 tot 2002 een bachelor sociologie, politicologie en geschiedenis aan de Universiteit Utrecht. Van 2002 tot 2003 volgde hij een master internationale betrekkingen aan de London School of Economics and Political Science. Van 1999 tot 2004 was hij redacteur en freelance schrijver bij MacFan. In 2002 was hij onderzoeker bij het Economisch Instituut van de Universiteit Utrecht en van 2002 tot 2003 was hij marketing medewerker bij Feral Interactive te Londen.
Van 2003 tot 2005 was Sjoerdsma rijkstrainee bij het ministerie van Verkeer en Waterstaat en het ministerie van Buitenlandse Zaken. Hierna was hij van 2005 tot 2012 diplomaat op het ministerie van Buitenlandse Zaken, waar hij in het ambtelijke onderhandelingsteam voor de herziening van het Benelux-verdrag zat. Ook werkte hij op de ambassade in Kabul, waar hij hielp bij de afbouw van de militaire missie in Uruzgan en de opbouw van de politietrainingsmissie in Kunduz. Daarna was hij een jaar lang werkzaam bij de Nederlandse vertegenwoordiging bij de Palestijnse Autoriteit in Oost-Jeruzalem.

### Politieke loopbaan
Bij de Tweede Kamerverkiezingen 2012 werd hij verkozen in het Nederlands parlement. In zijn eerste Kamerperiode voerde hij het woord over Buitenlandse Zaken, Ontwikkelingssamenwerking en later, tijdens de Syriëcrisis, ook over Asiel en Integratie. Hier verzette hij zich tegen het Nederland-Ruslandjaar en zette zich samen met Pieter Omtzigt in voor een betere controle rondom de nasleep van de MH17-vliegramp. In januari 2020 liet minister Stef Blok weten dat Sjoerdsma op de sanctielijst van Rusland staat en niet met een Kamerdelegatie kan komen. In zijn tweede Kamerperiode voerde hij naast Buitenlandse Zaken ook het woord over Economische Zaken en Emancipatie. Zijn werk op dat laatste terrein leidde tot een herziening van de canon met daarin prominentere aandacht voor de historische rol van vrouwen. In zijn derde en huidige Kamerperiode voert hij naast Buitenlandse Zaken ook het woord over Europese Zaken en Media.  
Bij de Tweede Kamerverkiezingen in 2017, de gemeenteraadsverkiezingen in 2018, de Eerste Kamer verkiezingen in 2019, de Tweede Kamerverkiezingen in 2021 en de gemeenteraadsverkiezingen van 2022 was hij campagneleider van D66. In 2022 legde hij zijn functie als campagneleider neer.
Sjoerdsma loodste in 2020 de brexit-noodwet door de Tweede en Eerste Kamer. Deze wet maakte het mogelijk voor Nederlanders in het Verenigd Koninkrijk om de Britse nationaliteit aan te nemen zonder de Nederlandse nationaliteit op te geven. Tevens is hij indiener van een initiatiefwet die meervoudige nationaliteit voor Nederlanders in het buitenland mogelijk maakt. 
Sjoerdsma zette zich in de Tweede Kamer in tegen mensenrechtenschendingen in China en in Rusland. Sjoerdsma heeft onder andere een motie ingediend waarbij de regering uitsprak dat er "in China een genocide plaatsvindt op de Oeigoerse minderheid". Op 22 maart 2021 heeft de Europese Unie sancties opgelegd tegen specifieke Chinese functionarissen. China heeft als antwoord hierop ook sancties ingesteld tegen Europese functionarissen waaronder Sjoerdsma. Rusland heeft Sjoerdsma eveneens op een zwarte lijst geplaatst, waarschijnlijk vanwege zijn werk als initiatiefnemer van de Europese Magnitsky-wet. Voor dat laatste initiatief ontving hij samen met zijn collega Omtzigt de Magnitsky mensenrechtenprijs.
In de zomer van 2021 nam de Kamer een motie van hem aan die regelde dat alle Nederlanders een gratis coronatest ontvingen die geldig was voor buitenlandse reizen. Begin 2022 nam de Kamer de motie Sjoerdsma die het kabinet opriep de defensie-uitgaven naar 2% van het BNP te laten groeien, conform het streven van de NAVO-lidstaten.
Tijdens de kabinetsformatie 2021-'22 ontstond er ophef toen Sjoerdsma samen met twee D66-persvoorlichters had ingestoken bij parlementaire journalisten dat informateur Johan Remkes te veel gedronken had tijdens een onderhandeling. De partij kreeg veel kritiek vanwege de roddel, zowel van binnen als buiten de partij. D66 nam snel na de ophef de opmerkingen publiekelijk terug en D66-partijleider Sigrid Kaag maakte excuses voor de roddel.
Op 4 september 2023 werd hem door de Oekraïense president Zelensky de Orde van Verdienste in de derde klasse toegekend.
Na de Tweede Kamerverkiezingen 2023 stopte Sjoerdsma als Tweede Kamerlid.
Bij zijn afscheid van de Tweede Kamer op 5 december 2023 werd hij benoemd tot ridder in de Orde van Oranje-Nassau.

### Nevenactiviteiten
Sjoerdsma was van 2018 tot 2021 bestuurslid van de stichting Machiavelli en van 2019 tot 2022 van de D66 Bestuurdersvereniging. Hij was na de Nederlandse gemeenteraadsverkiezingen 2022 verkenner in Gouda. Hij adviseerde daar een doorstart van de al zittende coalitie.

## Persoonlijk
Sjoerdsma is geboren in Eindhoven en opgegroeid in Limbricht. Hij woont samen en heeft met zijn partner twee kinderen.
- Parlement.com: vj0nk8ju81lw